# Hans Walter Voß
Hans Walter Voß (* 1928; † 2014) war ein Hochschullehrer und Gründungsdirektor der Berufsakademie Ravensburg.

## Leben
Hans Walter Voß war ab 1976 ständiger Vertreter des Direktors der Berufsakademie Stuttgart und leitete von 1978 bis 1983 die Außenstelle Ravensburg der Berufsakademie Stuttgart. Von 1983 bis zu seinem Eintritt in den Ruhestand 1990 war er Gründungsdirektor der Berufsakademie Ravensburg, der heutigen Dualen Hochschule Baden-Württemberg Ravensburg.

## Auszeichnungen
- Goldene Ehrennadel der IHK Bodensee-Oberschwaben